# Marco Minucio Rufo (cónsul 110 a. C.)
Marco Minucio Rufo (en latín, Marcus Minucius Q. f. Rufus) fue un político y militar romano del siglo II a. C.

## Carrera pública
Ocupó el tribunado de la plebe en el año 121 a. C. cuando propuso una ley para derogar las leyes graquianas que no prosperó por el veto de Cayo Graco.
Cónsul en el año 110 a. C. con Espurio Postumio Albino, obtuvo como provincia Macedonia. Llevó la guerra con éxito contra los tracios y, a su regreso a Roma al año siguiente, el Senado le concedió un triunfo por sus victorias sobre los escordiscos y tribalos.
Su triunfo se perpetuó en la memoria romana con la construcción del Porticus Minucius cerca del Circo Flaminio.

## Minuciorum sententia
En el año 117 a. C., junto con su hermano Quinto, dirimió una disputa fronteriza entre los viturios y los genuates  cuya resolución está preservada en una inscripción  hallada en 1506.